# Karin Rüdisser-Quaderer
Karin Rüdisser-Quaderer (* 15. Mai 1958 in Schaan als Karin Quaderer) ist eine liechtensteinische Politikerin (VU). Von 2013 bis 2017 war sie Abgeordnete im liechtensteinischen Landtag.

## Biografie
Rüdisser-Quaderer von 2003 bis 2015 war sie für die Vaterländische Union Mitglied im Gemeinderat von Schaan. Im Februar 2013 wurde sie für ihre Partei in den Landtag des Fürstentums Liechtenstein gewählt. Als Abgeordnete ist sie Mitglied in der Aussenpolitischen Kommission, Stellvertreterin in der liechtensteinischen Delegation beim Europarat, sowie Mitglied und Delegationsleiterin in der liechtensteinischen Delegation bei der Organisation für Sicherheit und Zusammenarbeit in Europa. Bei der Landtagswahl im Februar 2017 kandidierte sie erneut, konnte ihr Mandat jedoch nicht verteidigen.
Rüdisser-Quaderer ist diplomierte Psychiatriefachfrau und Geschäftsführerin der Krisenintervention Liechtenstein (KIT). Sie ist verheiratet und hat einen Sohn. Der Politiker Hugo Quaderer ist ihr jüngerer Bruder.